# Catedrala Națională din Washington
Catedrala Sfinților Petru și Paul din Washington (în engleză Cathedral of Saint Peter and Saint Paul in the City and Diocese of Washington) sau Catedrala Națională din Washington (Washington National Cathedral) este o catedrală a Bisericii Episcopaliene (ramura americană a Bisericii Anglicane) din orașul Washington D.C, capitala Statelor Unite ale Americii. Este cea mai mare biserică din acest oraș și a doua cea mai mare din această țară, după Catedrala Sfântul Evanghelist Ioan din New York.

## Istorie și arhitectură
În anul 1792 arhitectul Pierre Charles L'Enfant, cel ce a proiectat așezarea orașului Washington D.C, a lăsat o zonă liberă a orașului pentru construirea unei mari biserici cu scopuri naționale, după cum spunea el. În 1891 a avut loc o reuniune a Congresului american pentru reînoirea planului de construcție a viitoarei catedrale. Pe data de 6 ianuarie 1893, Fundația Protestantă a Catedralei Episcopaliene a Districtului Columbia (Protestant Episcopal Cathedral Foundation of the District of Columbia) a fost de acord cu decizia Congresului de a construi catedrala. A 52-a reuniune a Congresului Statelor Unite ale Americii a luat în cele din urmă decizia în actul de încorporare a Fundației Protestante de a împuternicio financiar să construiască și să mențină o catedrală în Districtul Columbia (D.C) pentru a promova caritatea și educația religioasă. În anul 1896 a fost stabilită Dieceza Episcopaliană de Washington cu Henry Y. Satterlee ca prim episcop. Din acel moment a fost stabilită strategia pentru construcția catedralei. Celebrul arhitect englez George Frederick Bodley, maestru al stilului neogotic, a fost numit arhitect-șef.
Construcția catedralei a început destul de târziu, la 29 septembrie 1907, odată cu ceremonia de deschidere a lucrărilor oficiată de președintele Theodore Roosevelt. Finanțarea catedralei a venit din surse private, nemaiputând să beneficieze de sprijinul statului odată cu declanșarea Primului Război Mondial (1914-1918). După război, lucrările au reînceput după o scurtă pauză, dar Bodley murise așa că Philip Hubert Frohman a fost numit arhitect-șef. Catedrala a fost finalizată în anul 1990 și inaugurată de către președintele George H. W. Bush.
Catedrala Națională din Washington a fost construită în stil neogotic, prezentând similitudini cu catedralele medievale gotice europene, mai ales cu Catedrala din Canterbury.
Congresul a desemnat catedrala drept Casă Națională de Rugăciune (National House of Prayer). De-a lungul anilor aici au avut loc multe evenimente importante pentru poporul american cum ar fi funerariile președintelui Ronald Reagan din 2004 sau ale președintelui Gerald Ford din 2007. În prezent ea este una dintre cele mai celebre atracți ale capitalei americane.

## Galerie de imagini

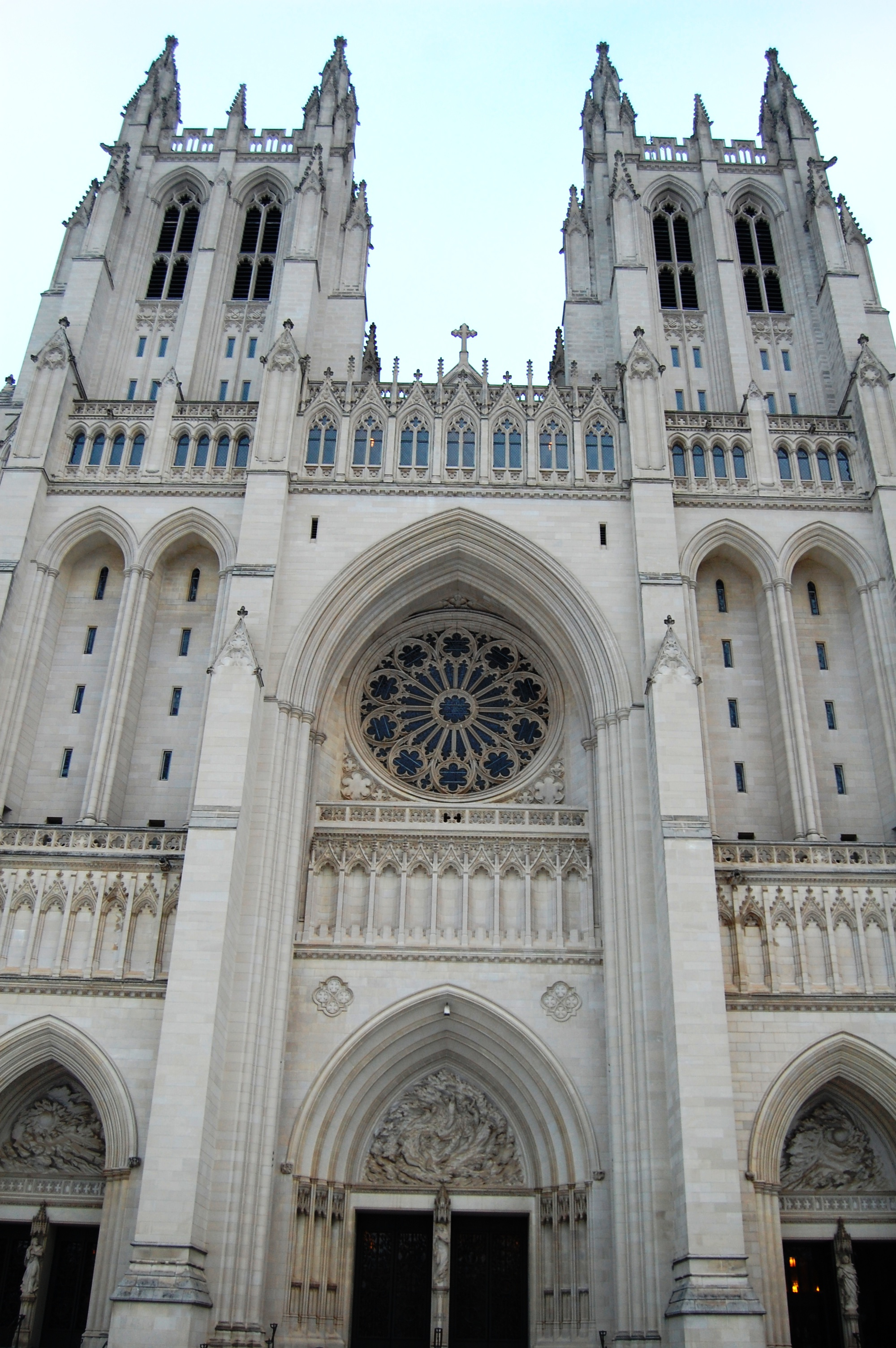
Fațada
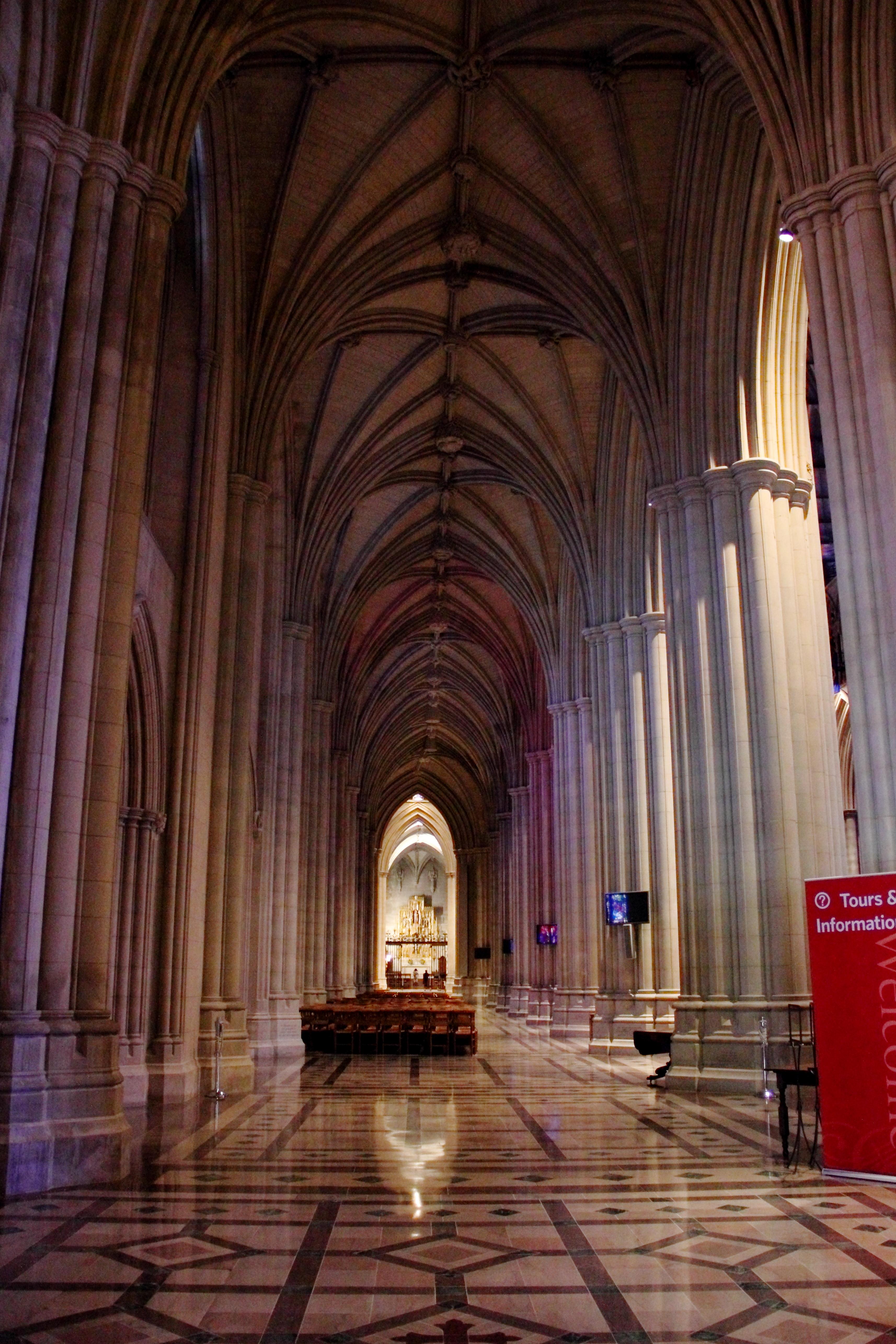
Vedere din interior
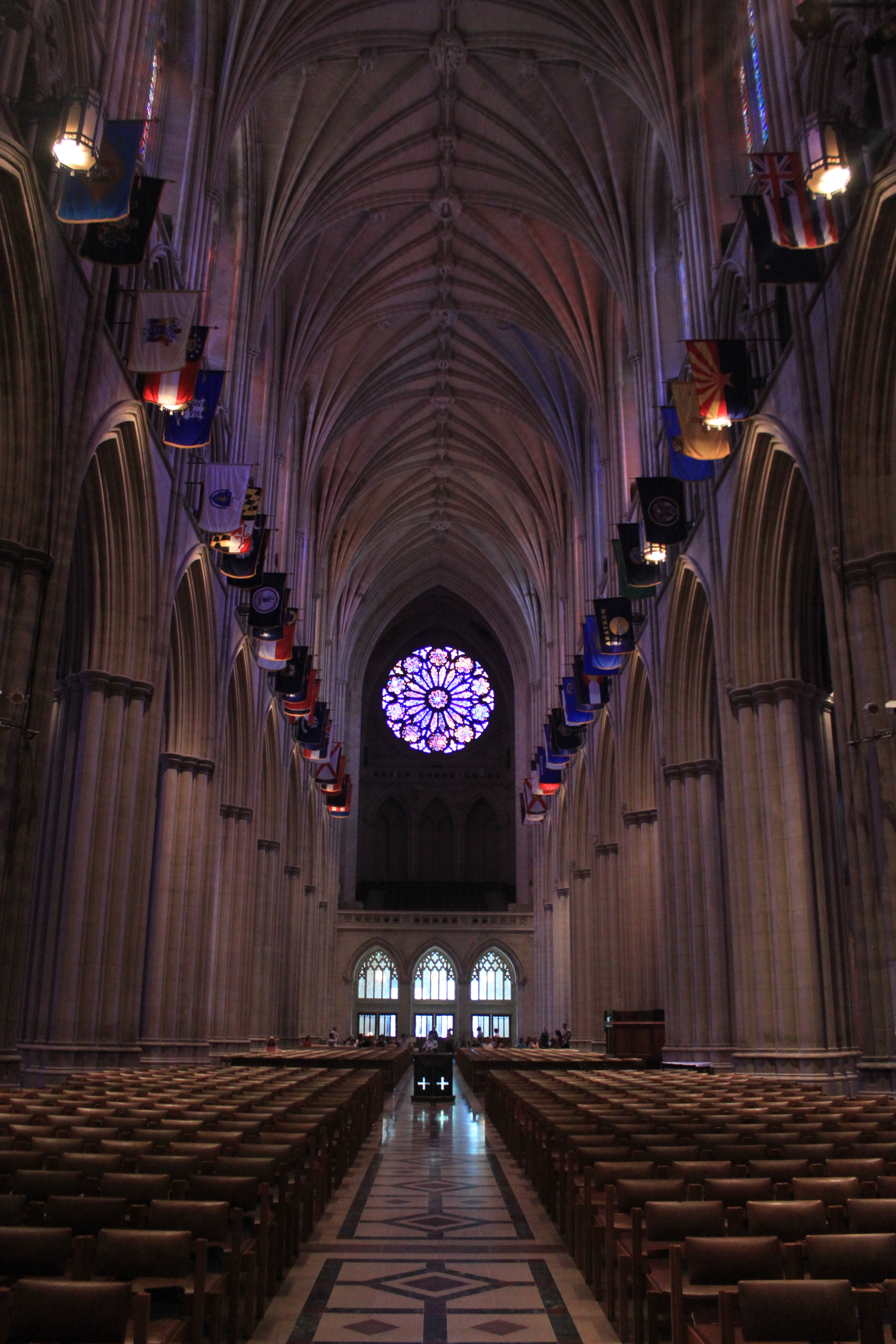
Interior
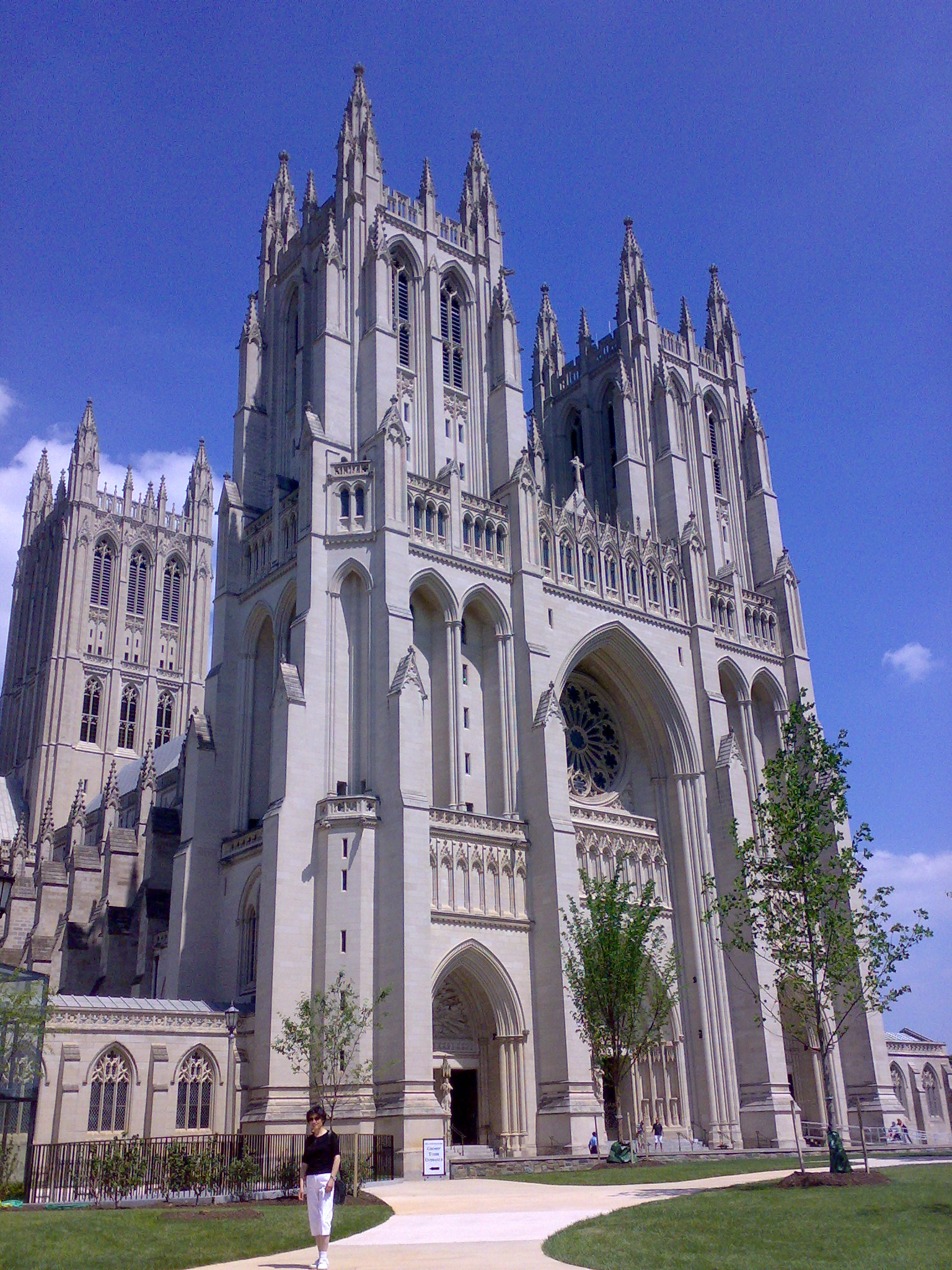
Vedere din exterior

## Legături externe
Materiale media legate de Catedrala Națională din Washington la Wikimedia Commons